# Diclorur de trioxigen
El diclorur de trioxigen és un compost binari de clor i oxigen, la qual fórmula molecular és {\displaystyle {\ce {O3Cl2}}}. És un gas marró fosc, molt inestable, que es descompon de forma explosiva per damunt dels 0 °C. El seu punt d'ebullició és 2,2 °C.

## Propietats
El diclorur de trioxigen és un compost que es forma en la fotòlisi a baixa temperatura del clorur de dioxigen {\displaystyle {\ce {O2Cl}}}, juntament amb diclorur d'hexaoxigen {\displaystyle {\ce {O6Cl2}}}, clor {\displaystyle {\ce {Cl2}}} i oxigen {\displaystyle {\ce {O2}}}. El seu punt de fusió –120,6 °C i el d'ebullició 2,2 °C. És molt soluble en aigua perquè reacciona amb ella per formar l'àcid clorós {\displaystyle {\ce {HClO2}}}.
{\displaystyle {\ce {O3Cl2 + H2O -> 2HClO2}}}

## Estructura molecular

Una de les possibles estructures

La seva molècula té els dos clors enllaçats i els oxígens enllaçats als clors segons la fórmula {\displaystyle {\ce {OCl-ClO2}}}. També pot presentar altres estructures com {\displaystyle {\ce {Cl-O-ClO2}}}.